# Cycloptiloides canariensis
Cycloptiloides canariensis is een rechtvleugelig insect uit de familie Mogoplistidae. De wetenschappelijke naam van deze soort is voor het eerst geldig gepubliceerd in 1914 door Bolívar.
1. ↑  (en) Cycloptiloides canariensis op de IUCN Red List of Threatened Species.